# Marcus Daniell
Marcus Daniell (født 9. november 1989 i Masterton, New Zealand) er en professionel tennisspiller fra New Zealand.
Han repræsenterede New Zealand under sommer-OL 2016 i Rio de Janeiro , hvor han blev elimineret i første runde i double.
Han vandt en bronzemedalje i herredouble ved sommer-OL 2020 sammen med Michael Venus.